# Miina Sillanpää
Miina Sillanpää, född Vilhelmiina Riktig 4 juni 1866 i Jockis, död 3 april 1952 i Helsingfors, var en finsk journalist och socialdemokratisk politiker. Hon var den första kvinnliga ministern i Finland, när hon 1926 blev biträdande socialminister i regeringen Tanner. 
Miina Sillanpää-dagen 1 oktober är en flaggdag i den finländska kalendern. Beslutet togs 2021 och infördes för år 2023.

## Biografi
Sillanpää föddes i ett fattigt torparhem i Jockis och började vid tolv års ålder arbeta i Forssa textilfabrik och senare vid Jockis spikfabrik. När hon var 18 år gammal flyttade hon till Borgå för att arbeta som hembiträde i en familj. År 1898 var hon med och bildade Helsingfors Tjänarinneförening.
Tjänarinneföreningen anslöt sig 1903 till Arbetarkvinnornas förbund och storstrejkåret 1905 gick man med i det socialdemokratiska arbetarepartiet.
Sillanpää engagerade sig starkt i politiken. Med korta avbrott var hon ledamot i riksdagen 1907–1947 där hon drev sociala frågor för kvinnor som äktenskapslag, hem för föräldralösa barn, förbättring av städerskornas villkor, understöd till de efterlevande barnen och änkorna till röda stupade i inbördeskriget. Hon förde också en hård kamp mot den fascistiska lapporörelsen i början av 1930-talet. Hon var en av de första kvinnorna i Helsingfors stadsfullmäktige 1919, där hon satt för SDP med partikollegan Toini Johansson. Under många år var hon ledamot av stadsfullmäktige i Helsingfors där hon drev arbetarkvinnornas och de ensamförsörjande kvinnornas frågor.
Hon var i olika perioder redaktör för Palvelijatarlehti (Tjänarinnebladet), Työläisnainen (Arbetarkvinnan), och Toveritar (Kamrat).